# Jerzy Pasieka
Jerzy Janusz Pasieka (ur. 11 marca 1947) – polski działacz samorządowy i państwowy, przedsiębiorca, w latach 1986–1990 wicewojewoda zamojski.

## Życiorys
Z zawodu ekonomista. Pomiędzy rokiem 1986 a 1990 pełnił funkcję wicewojewody zamojskiego. W III RP zaangażował się w działalność Sojuszu Lewicy Demokratycznej, został szefem tej partii w powiecie hrubieszowskim. W 2002 wybrany radnym powiatu hrubieszowskiego, w 2006 bez powodzenia ubiegał się o reelekcję. W 2001 kandydował ponadto do Sejmu. Od 2002 do 2006 zajmował stanowisko dyrektora cukrowni w Werbkowicach, kierował także miejscową drużyną piłkarską MLKS Kryształ Werbkowice. W kolejnych latach działał w biznesie, został m.in. wspólnikiem spółki Linum i prezesem spółki Agro-Upol prowadzącej terminal przeładunkowy.